# Ivan Aleksandre

La Bulgarie sous Ivan Alexandre

Ivan Aleksandre (Bulgare : Иван Александър), également connu en français sous le nom de Jean Alexandre Chichman (romanisation dans les pays anglo-saxons : Šišman) II ou Asen ou de Jean Alexandre Stacimir et est un souverain (Tsar) de Bulgarie dont le règne s'étend, durant la période du Second empire bulgare, de 1331 à 1371. 

## Biographie
Ivan Aleksandre était le fils de Keratsa-Petritsa la sœur du tsar Michel IV Šišman Ier et d'un boyard nommé Stratzimir ou Strajimir. Sa date de naissance reste inconnue. Il succède à son cousin Ivan Stefan et décède le 17 février 1371. 
Son règne est considéré comme une période de transition dans l'histoire médiévale bulgare. Ivan Alexandre commença son règne en s'occupant des problèmes internes et les menaces extérieures des pays voisins de la Bulgarie que sont l'Empire byzantin et la Serbie, et mena également son empire vers une période de rétablissement économique et de renouveau culturel et religieux. Après la mort du prince héritier Michel Asen en 1355 il doit effectuer en 1365 le partage de son État entre les fils survivants nés de ses deux unions.

## Mariage et descendance
Ivan Alexandre avait en effet épousé Théodora de Valachie, dont il avait eu :
- Ivan Asen IV, mort en 1354 ;
- Michel Asen, tué en 1355 lors d'un combat contre les Turcs ;
- Marie, épouse de l'empereur Andronic IV ;
- Ivan Strajimir, tsar de Vidin en 1365.

Il avait ensuite divorcé pour s'unir avec Rebecca/Sarah, la fille d'un marchand juif, convertie et baptisée sous le nom de Théodora dont il avait eu :
- Tamara, donnée en 1373 au harem de Mourad Ier ;
- Ivan Šišman, tsar de Tarnovo en 1371.
- Ivan Asen V
- Marie Keratsa de Bulgarie